# Lecanora dissoluta
Lecanora dissoluta är en lavart som beskrevs av Nyl. Lecanora dissoluta ingår i släktet Lecanora och familjen Lecanoraceae.   Inga underarter finns listade i Catalogue of Life.